# Jule Niemeier
Jule Niemeier (Dortmund, 12 agosto 1999) è una tennista tedesca.

## Biografia
Preferisce farsi chiamare Jules, si è allenata alla German Tennis Federation (DTB) situata a Stoccarda e Kamen, e con Michael Geserer a Ratisbona. Fa parte della Porsche Talent Team della DTB. Ha giocato anche a calcio e la sua squadra preferita è il Borussia Dortmund. Le piace guardare Netflix, incontrare nuove persone e mangiare le lasagne con gli spinaci. La sua superficie preferita è la terra rossa, mentre il suo colpo preferito è il diritto. È allenata dall'aprile 2022 Christopher Kas. Uno dei suoi idoli è Rafael Nadal. Il suo obiettivo è quello di vincere un Grand Slam.

## Carriera

### 2016–2019: primi anni, ingresso nel circuito WTA
La Neimeier compie il suo debutto professionistico nel 2016, perdendo al primo turno al $25,000 di Wiesbaden, entrando grazie ad una wild card. L'anno seguente, raggiunge la sua prima semifinale nel $15,000 di Sharm el-Sheikh. Alla Nürnberger Versicherungscup 2018, fa il suo debutto in un torneo WTA, grazie ad una wild card ricevuta nel doppio insieme all'altra tedesca Lara Schmidt, venendo però sconfitte al primo turno. Il 24 giugno 2018, vince il suo primo titolo a Kaltenkirchen, sconfiggendo in finale l'uzbeka Vlada Ekshibarova in due set. Il 26 agosto, raggiunge la finale del $25,000 di Braunschweig partendo dalle qualificazioni, ma viene sconfitta nell'atto conclusivo dalla ceca Anastasia Zarycká in due parziali.
Jule fa il suo debutto in singolare in un torneo WTA grazie ad una wild card nel torneo di Nürnberger Versicherungscup, dove viene superata facilmente da Kristýna Plíšková raccogliendo quattro giochi. Sempre grazie ad un invito, prende parte anche nel doppio giocando insieme alla connazionale Katharina Hobgarski, venendo eliminate all'esordio. Continua il suo buon stato di forma raggiungendo fra gli altri una semifinale nel $60,00 di Versmold e il 21 luglio 2019 la finale di Aschaffenburg, persa dalla greca Despina Papamichail, e vincendo il secondo titolo della carriera a Lipsia superando nella finale la connazionale Katharina Gerlach.

### 2020–2021: prime semifinali WTA
Dopo una pausa dovuta alla pandemia di COVID-19, Neimeier ritorna a giocare a Praga disputando il I. ČLTK Prague Open, dove esce sconfitta al primo turno da Laura Ioana Paar. Nel 2021 conquista, il 9 maggio, il terzo trofeo ITF della carriera a Praga, vincendo ben sette incontri, incluse le qualificazioni, battendo in finale l'ungherese Dalma Gálfi. Partecipa alle qualificazioni del Serbia Open, dove è eliminata all'esordio dalla decima testa di serie Ana Konjuh, futura finalista del torneo.
Agli Internationaux de Strasbourg raggiunge il miglior risultato della carriera. Supera le qualificazioni eliminando Bianca Turati e l'ex numero 9 del mondo Andrea Petković, accedendo per la seconda volta ad un tabellone principale. Qui, batte al primo turno l'altra qualificata e giocatrice di casa Diane Parry, conquistando la sua prima vittoria in un torneo WTA. Supera quindi Shelby Rogers, settima testa di serie e l'olandese Arantxa Rus, accedendo alla sua prima semifinale in carriera senza aver perso un set, cedendo infine alla ceca Barbora Krejčíková ma mostrando un buon livello di tennis. Questi risultati le garantiscono l'accesso nelle prime 200 della classifica mondiale, precisamente alla 167ª posizione, suo best ranking. Perde al terzo turno delle qualificazioni di Wimbledon da Lesley Pattinama Kerkhove. Raggiunge per la seconda volta le semifinali di un torneo WTA battendo Caroline Garcia, Tamara Korpatsch, Tamara Zidanšek prima di essere sconfitta dalla connazionale Andrea Petković in tre set combattuti sulla terra dell'Hamburg European Open. Nelle qualificazioni dell'US Open 2021 perde al secondo turno da Mihaela Buzarnescu, chiudendo il 2021 alla posizione 130 del singolare.

### 2022: primo titolo WTA 125, quarti di finale a Wimbledon, quarto turno agli US Open, ingresso in top 100
Inizia la stagione mancando la qualificazione al tabellone principale dell'Australian Open perdendo nell'ultimo turno delle qualificazioni dall'olandese Arianne Hartono. Riesce a superare le qualificazioni nei tornei di St.Petersburg e Monterrey, ma perde in entrambi i casi al primo turno, innescando una serie di sconfitte consecutive al primo turno, interrotte di forza con la vittoria al torneo $60.000 di Zagabria, quarto titolo ITF, battendo l'ungherese Réka Luca Jani in due set. Riesce a giocare per la prima volta nel tabellone principale di uno Slam, l'Open di Francia, dopo aver superato le qualificazioni, e subito dopo vince il suo primo titolo WTA125 al Makarska Open dove s'impone in finale su Elisabetta Cocciaretto per 7–5, 6–1, entrando nella top100 e accedendo finalmente direttamente al tabellone principale dello Slam di Wimbledon, dove supera Xiyu Wang, la top10 Anett Kontaveit, Lesja Curenko e Heather Watson, per essere fermata dalla connazionale Tatjana Maria al terzo set dei quarti di finale col punteggio di 6–4, 2–6, 5–7. Nella successiva prova dei Major si scontra con la futura vincitrice e numero uno al mondo, la polacca Iga Świątek, uscendo al quarto turno. Chiude la stagione contro Jasmine Paolini che la sconfigge nei quarti di finale del Transylvania Open assestandosi alla posizione n.61.

### 2023: discesa nel ranking
Partecipa all'edizione inaugurale della manifestazione a squadre dello United Cup, ma la Germania non si qualifica per il proprio girone. 
A queste fanno seguito due uscite all'esordio ad Adelaide e agli Australian Open e due uscite ai secondi turni nei successivi di Lione e Linz. Dopo inizia una striscia negativa di sette incontri da cui si può escludere solo la vittoria in Fed Cup contro Haddad Maia. Tenta di riprendere fiducia a Madrid con un terzo turno perso da Mertens, ma colleziona nei seguenti tornei (Roland Garros e Wimbledon inclusi) solo primi e secondi turni, con le sole eccezioni dei tornei casalinghi, di Berlino dove passa le qualificazioni elimina Jabeur al primo turno per ritirarsi in quello successivo contro Vondrousova, e nel torneo di Amburgo in cui ottiene un altro terzo turno, fermata da Gavrilova. Più che il passaggio dei turni nei tornei Niemaier sembra rivolta alle singole vittorie, avendone ottenute quattro con altrettante top 20: Petra Kvitova a Madrid,Muchova a Wimbledon, Putinseva ad Amburgo, Ons Jabeur a Berlino. Chiude l'anno in sordina con la partecipazione ad altri tornei senza particolari successi.
A fine 2023 cambia allenatore, ritornando a collaborare con Michael Geserer, già suo manager.

### 2024
Inizia il 2024 con buoni propositi, riuscendo ad ottenere almeno una vittoria in ogni torneo a cui partecipa, anche se non di prestigio, con tre secondi turni ad Auckland, agli Australian Open, e a Linz dove passa per le qualificazioni ed è fermata da Alexandrova nel main-draw. Prova quindi a ritrovare continuità nel suo cammino nei tornei, scendendo di livello, nei tornei ITF, dove ottiene una finale contro Marino al W100 di Irapuato in Messico e una semifinale nel successivo W50 di Morelia, entrambi su cemento centroamericano. Tuttavia quando torna nel circuito WTA continua a fermarsi al secondo turno o al primo. Arriva in finale a maggio ad un altro torneo di livello ITF, questa volta sulla terra del casalingo torneo W100 di Wiesbaden, cui fa seguire una semifinale nel torneo WTA 125 di Parma contro Schmiedlova  e il primo turno, passando per la qualificazioni, al Roland Garros. Nel mese seguente non ci sono vittorie rilevanti se non quella maturata contro Sakkari a Bad Homburg, prima di Wimbledon dove ottiene un altro secondo turno contro Svitolina.

## Circuito WTA 125

### Singolare

#### Vittorie (1)
| N. | Data          | Torneo                  | Superficie  | Avversaria in finale   | Punteggio |
| 1. | 5 giugno 2022 | Makarska Open, Macarsca | Terra rossa | Elisabetta Cocciaretto | 7–5, 6–1  |

## Statistiche ITF

### Singolare

#### Vittorie (4)
| Torneo $100.000 (0) |
| Torneo $80.000 (0)  |
| Torneo $60.000 (1)  |
| Torneo $40.000 (0)  |
| Torneo $25.000 (2)  |
| Torneo $15.000 (1)  |

| N. | Data           | Torneo                                    | Superficie  | Avversaria in finale | Punteggio |
| 1. | 24 giugno 2018 | Kaltenkirchen Women's Open, Kaltenkirchen | Terra rossa | Vlada Ekshibarova    | 7–5, 6–2  |
| 2. | 18 agosto 2019 | Leipzig Open, Lipsia                      | Terra rossa | Katharina Gerlach    | 6–3, 6–3  |
| 3. | 9 maggio 2021  | I. ČLTK Prague Open, Praga                | Terra rossa | Dalma Gálfi          | 6–4, 6–2  |
| 4. | 30 aprile 2022 | Zagreb Ladies Open, Zagabria              | Terra rossa | Réka Luca Jani       | 6–2, 6–2  |

#### Sconfitte (4)
| Torneo $100.000 (2) |
| Torneo $80.000 (0)  |
| Torneo $60.000 (0)  |
| Torneo $40.000 (0)  |
| Torneo $25.000 (2)  |
| Torneo $15.000 (0)  |

| N. | Data             | Torneo                                  | Superficie  | Avversaria in finale | Punteggio     |
| 1. | 26 agosto 2018   | Braunschweig Women's Open, Braunschweig | Terra rossa | Anastasia Zarycká    | 1–6, 3–6      |
| 2. | 21 luglio 2019   | Schönbusch Open, Aschaffenburg          | Terra rossa | Despina Papamichail  | 2–6, 7–5, 2–6 |
| 3. | 11 febbraio 2024 | Guanajuato Open, Irapuato               | Cemento     | Rebecca Marino       | 1–6, 2–6      |
| 4. | 5 maggio 2024    | Wiesbaden Tennis Open, Wiesbaden        | Terra rossa | Julia Riera          | 6–3, 3–6, 2–6 |

## Vittorie contro giocatrici top 10
| Stagione | 2022 | 2023 | 2024 | Totale |
| -------- | ---- | ---- | ---- | ------ |
| Vittorie | 1    | 2    | 1    | 4      |

| #    | Giocatrice      | Ranking | Evento                        | Superficie  | Turno | Punteggio        | Rank. JNR |
| ---- | --------------- | ------- | ----------------------------- | ----------- | ----- | ---------------- | --------- |
| 2022 |                 |         |                               |             |       |                  |           |
| 1.   | Anett Kontaveit | 3       | Torneo di Wimbledon, Londra   | Erba        | 2T    | 6–4, 6–0         | 97        |
| 2023 |                 |         |                               |             |       |                  |           |
| 2.   | Petra Kvitová   | 10      | Madrid Open, Madrid           | Terra rossa | 2T    | 7–6(9), 6–1      | 67        |
| 3.   | Ons Jabeur      | 6       | German Open, Berlino          | Erba        | 1T    | 7–6(4), 6–4      | 120       |
| 2024 |                 |         |                               |             |       |                  |           |
| 4.   | Maria Sakkarī   | 9       | Bad Homburg Open, Bad Homburg | Erba        | 1T    | 2–6, 6–2, 7–6(4) | 96        |